# Hifomicetos Aquáticos
Os hifomicetos aquáticos, hifomicetos anfíbios, hifomicetos de água doce, fungos de água doce, ou fungos ingoldianos são um grupo polifilético dos chamados fungos imperfeitos, que habitam e se reproduzem exclusivamente em ambientes aquáticos. Os hifomicetos aquáticos se reproduzem por esporos assexuais (conídio e clamidósporo) formados a partir da mitose, com poucas espécies em que se conhece seu ciclo sexuado. Majoritariamente possuem representantes dos filos Ascomycota e Basidiomycota. O termo fungos ingoldianos remete ao taxonomista que os isolou, identificou e descreveu pela primeira vez, Cecil Terence Ingold. Em 1942, enquanto buscava por representantes de Chytridiomycota, Ingold descreveu um grupo de fungos que se reproduziam apenas em ambientes aquáticos, diferentemente dos grupos aero-aquáticos ou aquáticos facultativos. O primeiro espécime descrito deste grupo foi Heliscus lugdunensis, encontrado em cascas de pinheiros na cidade de Lyon (França), sendo considerado o primeiro devido às suas funções ecossistêmicas semelhantes aos demais hifomicetos aquáticos.

## Ocorrências e habitats
Os hifomicetos aquáticos ocorrem em ambientes de água doce no mundo todo, em diferentes latitudes e altitudes. Podem ocorrer desde lagoas artificiais, projetadas para fins turísticos e paisagísticos em centros urbanos, como em riachos e rios no Ártico.

## Taxonomia
O corpo de um hifomiceto aquático é denominado micélio, um conjunto de hifas. Não é usual distinguir espécies de acordo com o micélio, os taxonomistas geralmente utilizam os conídios, para a identificação das espécies e o desenvolvimento de chaves de identificação. Os conídios podem apresentar formatos únicos que variam entre ramificados, sigmóides, tetrarradiados ou multirradiados.
Em geral, hifomicetos aquáticos possuem representantes nas famílias Leotiomycetes (Helotiales), Dothideomycetes (Dothideales e Pleosporales), Orbiliomycetes (Orbiliales) e Sordariomycetes (Hypocreales), além de alguns em famílias de basidiomicetos.

## Importância ecológica
As espécies têm seu valor intrínseco na existência e o simples fato de coabitarem neste planeta com as pessoas é algo a ser celebrado, sendo todas partes da mesma biosfera, derivada de um ancestral comum de tempos imemoriais. Além de seu valor intrínseco, os serviços ambientais (ecossistêmicos) são imprescindíveis à humanidade. Os hifomicetos aquáticos exercem: serviços de regulação, como decomposição de detritos foliares e capacidade de autodepuração de rios, lagos e áreas úmidas; serviços de suporte, como ciclagem de nutrientes e bioindicação de condições ambientais; serviços de provisionamento, como metabólitos e água limpa; serviços culturais, como educacional e valores inspiracionais. Esses são exemplos de serviços que grande parte das espécies de hifomicetos aquáticos exercem, garantindo maior qualidade da água para a biota (que inclui a população humana). É importante salientar que se fosse precificar os serviços ambientais realizados pelos ecossistemas no mundo todo, estimativas apontam para valores gigantescos: total global por ano de 33 trilhões de dólares americanos outra estimativa é por hectare por ano de rios, lagos e áreas úmidas de 113 mil dólares americanos por hectare por ano). Os hifomicetos aquáticos provêm parte desses serviços em conjunto com as demais espécies dos ecossistemas, o que torna economicamente inviável prover serviços dos hifomicetos aquáticos e de outras espécies caso fossem extintos, o que levaria a um colapso dos ecossistemas.

### Importância sanitária
Apesar de algumas espécies serem patogênicas e poderem causar prejuízos sanitários a plantas e animais, e consequentemente econômicos a agricultura e pecuária, espécies de microfungos, em sua maioria, são altamente benéficas para a sociedade. Por exemplo, o desempenho em diversos serviços ecossistêmicos para a qualidade da água (ver Importância ecológica). Algumas espécies podem atuar como inibidoras da atividade de outros fungos conhecidamente como patógenos, como o hifomiceto Tetracheatum elegans no combate do Fusarium oxysporum.

### Potencial biotecnológico
O potencial biotecnológico dos hifomicetos aquáticos tem sido estudado e pesquisas envolvendo a capacidade de tratamento de efluentes foram desenvolvidas nos últimos anos. Exemplos de aplicações com potencial econômico são a metabolização (degradação) de vários poluentes ambientais orgânicos que são encontrados em ecossistemas aquáticos: incluindo nonilfenóis, fragrância de almíscar policíclico, metabólitos de pesticidas, e tintas sintéticas. Um grupo de enzimas que tem sido estudado são as lacases, cuja função na degradação desses poluentes tem sido estudada recentemente. Portanto, o uso econômico do grupo ainda é pequeno comparado ao potencial de degradação de efluentes.

### Conservação
O primeiro e único esforço (projeto) de conservação que incluía esse grupo de fungos foi realizado entre 2007 e 2010 e financiado pela UK Darwin Initiative. O projeto focou na conservação dos microfungos nos ecossistemas terrestres, de água doce e marinhos. As causas para esse desprezo do grupo provavelmente estão ligadas ao foco que as iniciativas de conservação de espécies têm perante espécies macroscópicas, que normalmente ignoram a biota microscópica. Outros empecilhos são falta de informações, de taxonomistas, limitações na capacidade científica, acessibilidade a regiões geográficas e financiamento insuficiente. Dessa forma, a falta de informações sobre a biodiversidade e distribuição desse grupo impede a elaboração e execução de planos de conservação adequados.

## Hifomicetos aquáticos e mudanças climáticas
Por serem cosmopolitas e os estudos detectarem sua ocorrência em diferentes condições, experimentos têm sido conduzidos para identificar a influência das mudanças climáticas nas comunidades de hifomicetos aquáticos. Até o momento sabe-se que a temperatura reduz a diversidade de conídios e altera as taxas de decomposição (principal atividade destes microrganismos), no entanto carecem de trabalhos para as demais características das mudanças climáticas.